# Wolność i Skuteczni
Wolność i Skuteczni (W-S) – koło poselskie o charakterze prawicowo-liberalnym, działające w Sejmie VIII kadencji. Założyli je 22 listopada 2018 posłowie partii KORWiN – posługującej się wówczas nazwą Wolność – Jakub Kulesza z okręgu lubelskiego i Jacek Wilk z okręgu warszawskiego, a także prezes stowarzyszenia Skuteczni Piotr Liroy-Marzec z okręgu kieleckiego, który został przewodniczącym koła. 22 marca 2019, wraz z dołączeniem prezesa Ruchu Narodowego Roberta Winnickiego i lidera Federacji dla Rzeczypospolitej Marka Jakubiaka, koło przekształciło się w koło Konfederacji (jego przewodniczącym został Jacek Wilk). Wszyscy posłowie koła (zarówno W-S, jak i Konfederacji) zostali wybrani z list komitetu Kukiz’15, którego klub poselski wcześniej w różnym czasie opuścili.